# Semiothisa fuscaria
Semiothisa fuscaria är en fjärilsart som beskrevs av John Henry Leech 1891. Semiothisa fuscaria ingår i släktet Semiothisa och familjen mätare. Inga underarter finns listade i Catalogue of Life.